# Fujiwara no Michikane
Fujiwara no Michikane (jap. 藤原 道兼; * 955 (?961); † 995) war ein einflussreicher Angehöriger der Kuge zur Zeit des Tennō Ichijō (reg. 986–1011).

## Lebensweg
Fujiwara no Michikane war der zweite Sohn des Fujiwara no Kaneie und der Tokihime. Zwei Regenten (Michitaka und Michinaga) und zwei kaiserliche Gemahlinnen (Chūshi und Senshi) waren unter seinen Geschwistern. Er wurde Mönch im Konzan-in, ein für nachgeborene Söhne nobler Geburt durchaus üblicher Vorgang.
Nachdem er sein Kloster verlassen hatte, wurde er 984 im Staatsrat Gon-Dainagon. Die hohe Stellung seines Bruders Michitaka dürfte hilfreich gewesen sein. Vermutlich war er die Person, die den Kazan-Tennō dazu brachte auf den Thron zu verzichten und im Gankei-ji Mönch zu werden. Zehn Jahre später, 984, war er in die Stellung des Udaijin („Kanzler zur Rechten“) aufgestiegen. Er folgte seinem Bruder in die Stellung des Regenten (für volljährige Kaiser; kampaku) nach. Bereits eine Woche nach Amtsantritt starb er, wobei zu vermuten ist, dass sein ehrgeiziger Neffe Korechika (藤原 伊周) – Bruder der Kaisergemahlin Teishi (定子) – an seinem Hinscheiden nicht unbeteiligt war. Dies scheint auch den anderen Höflingen nicht entgangen zu sein. Als nächster ins Amt des Regenten wurde denn Michinaga berufen. Diese drei aufeinander folgenden Regenten sind wegen des gleichen einleitenden Kanji ihres Vornamens 道 (michi) auch als san michi („3 Michi“) bekannt.
Michikane wurde postum ehrenhalber der Titel des Dajō Daijin („Großkanzler“) verliehen.

## Quelle
- Berend Wispelwey (Hrsg.): Japanese Biographical Archive. K.G. Saur, München 2007, ISBN 3-598-34014-1, Fiche 45